# Histoire de Mantoue

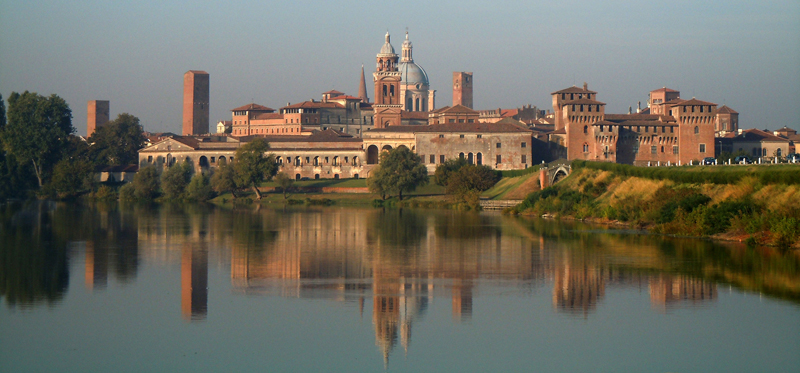
Vue de Mantoue.

L'histoire de Mantoue n'a pas de date de début avérée, et même les premiers fondateurs sont incertains. Le mythe de la fondation de la ville est étroitement lié à l'histoire de la prophétesse Manto, qui selon la tradition grecque est la fille du devin aveugle de Thèbes Tirésias. Les événements relatés dans le mythe voient une dichotomie de ce personnage (comme cela arriva aussi pour celui de Longin le Centurion) : des sources grecques rapportent que Manto, qui s'enfuit de Thèbes, s'arrêta dans la Turquie actuelle ; d'autres décrivent son arrivée, après une longue errance, dans le territoire, alors complètement marécageux, qui abrite aujourd'hui la ville. À cet endroit, il crée un lac avec ses larmes ; selon la légende, ces eaux avaient la propriété magique de conférer des capacités prophétiques à ceux qui les buvaient. Manto aurait rencontré et épousé la divinité fluviale Tybris (le Tibre ), roi des Toscans, et leur fils Ocno (également appelé Bianore) aurait fondé une ville sur les rives du fleuve Mincio, et l'aurait appelée en l'honneur de sa mère, Mantoue. Cette version mythique de la fondation de la ville de Mantoue se trouve dans l'Énéide de Virgile. Selon une autre hypothèse, Mantoue aurait été fondée par Tarchon qui tirait son nom de Mantus, dieu étrusque, seigneur des morts du panthéon tyrrhénien.
Le mythe de la fondation de Mantoue trouve également sa place dans la Divine Comédie de Dante Alighieri dans le Chant XX de l'Enfer, dans lequel Dante lui-même et son guide à Mantoue Virgile, rencontrent des diseurs de bonne aventure. Désignant précisément l'une de ces âmes, Virgile décrit les environs de la ville, le lac de Garde et le cours du Mincio qui rejoint le Pô à Governolo, pour affirmer, en se référant à la légende du diseur de bonne aventure Manto : « Fer la città sovra quell'ossa morte; e per colei che 'l loco prima elesse, Mantüa l'appellar sanz'altra sorte » (« Fer la ville sur ces ossements morts ; et pour celui qui a élu le premier Mantoue appelante sans autre sort. »

## Périodes étrusque et romaine
Les premières traces d'habitat ont été identifiées dans la zone de Gradaro-Fiera Catena lors des fouilles réalisées en 2019/20. La découverte de deux grands dolii (le dolium est un pot en terre cuite, type jarre) servant à contenir des grains et autres réserves de nourriture, conservés sous le sol d'une hutte, a permis de dater le peuplement vers la fin de l'âge du bronze vers le XIe – XIIe siècle av. J.-C., niant l'hypothèse précédemment avancée que la future Mantoue remonterait à la fin de l'âge du bronze, soit deux siècles après la date identifiée à la lumière des nouvelles découvertes archéologiques.
Au VIe siècle av. J.-C., la ville étrusque se développe dans une zone où se trouvent de nombreux sites archéologiques, avec des traces de la civilisation étrusque-padane, dont le plus important est le parc archéologique de Forcelo, dans la commune voisine de Bagnolo San Vito.
Après la domination des Aulerques Cénomans a lieu la conquête des Romains en 214 av. J.-C. Devenue une colonie, Mantoue s'élève au titre de ville libre après la promulgation de la Lex Iulia (-90) qui étend la citoyenneté romaine aux habitants des colonies, et devient un municipe  à partir de 47 av. J.-C.. Le 15 octobre 70 av. J.-C. à Andes, un petit village près de Mantoue, nait Virgile (Publio Virgilio Marone). Malgré ces événements importants, la Mantoue romaine reste une ville secondaire par rapport aux cités voisines comme Vérone, Crémone et Brescia.
Comme dans la capitale de l'Empire romain, le message chrétien atteint Mantoue. En 37, Longin est martyrisé, centurion romain qui blessa Jésus au côté et devint le gardien de son sang. Quelques années plus tard, il arrive à Mantoue et y prêche Barnabas, auteur de l'évangile apocryphe Les Actes de Barnabas.
La domination romaine dure plusieurs siècles. Une découverte archéologique récente sur la Piazza Sordello, le sol d'une somptueuse domus du Ier ou IIe siècle de notre ère, semble réévaluer l'importance Mantoue à l'époque romaine.
En 452 a lieu à Governolo la fameuse rencontre au cours de laquelle le pape Léon Ier stoppe l'avancée d'Attila vers Rome, mais son déclin est désormais scellé.

## Période médiévale

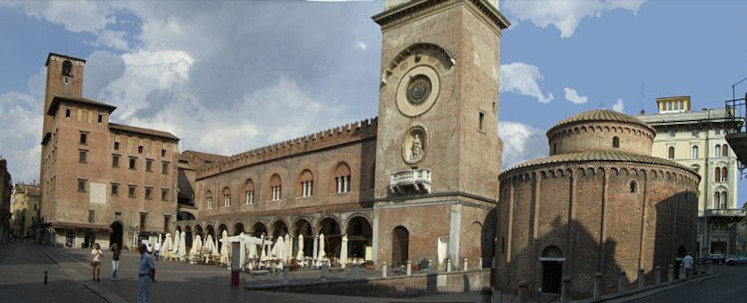
Piazza delle Erbe.

L'Empire romain tombe aux mains d'Odoacre en 476, Mantoue est envahie par les Goths de Théodoric le Grand et est ensuite occupée par les Byzantins. Au début du VIIe siècle, la ville devient lombarde sous la houlette du roi Agilulf qui la reconquiert le 13 septembre 602. À partir de 774 commence la domination des Francs. Des fondations monastiques liées ou dépendantes de l'abbaye de Bobbio sont à la base du développement de l'agriculture, avec l'extension des vignobles, des châtaigneraies, des oliveraies, des moulins à blé et des moulins à huile. Des routes commerciales, des voies fluviales et des voies de communication sont ouvertes pour commercer huile, sel, épices, bois, viande, etc, notamment le grand Piorato di San Colombano di Bardolino, avec le territoire du lac de Garde, les rivières Mincio et Adige, les territoires de Valpolicella et Veronese, et le long de la Via Postumia. Les étangs piscicoles du lac de Garde, dont le poisson est distribué et commercialisé grâce à la conservation dans le sel et l'huile figurent parmi les différentes propriétés du territoire monastique. Pour les liaisons entre le Pô, le Mincio et le lac de Garde, les propriétés foncières entre Mantoue, Roncoferraro, Riva di Suzzara sont exploitées : les entrepôts de Porto Mantovano, avec des droits de navigation fluviale sur le Pô avec Comacchio, les marais salants gérés par le monastère de Bobbio, et le port fluvial monastique, avec le transport du sel par barges vers le Pô et toute sa vallée, et de Porto Mantovano au Mincio et Garda pour les étangs piscicoles. Au milieu du XIIe siècle, le Brief recordationis de Terris Ecclesiae Sancti Columbani documente les propriétés de l'abbaye de Bobbio.
La découverte en l'an 804 du Précieux Sang du Christ enterré dans la localité de Gradaro par le centurion romain Longin est un événement historique crucial pour le développement ultérieur de la ville. En effet, la naissance du Diocèse de Mantoue remonte à l'année suivante, lorsque le pape Léon III se rend à Mantoue à l'invitation de Charlemagne dans le but de vérifier la découverte du Précieux Sang du Christ. Vers l'an mille, avec Tedaldo di Canossa, Mantoue fait partie des possessions canossiennes. Il porte à sa tête Boniface III de Toscane sans avoir en échange la fidélité espérée. Après l'assassinat de ce dernier, et après la mort presque immédiate de ses deux fils, la succession revient à sa fille, la comtesse Mathilde de Toscane qui nait à Mantoue en 1046. Un concile a lieu dans la cité en 1064 qui absout le pape Alexandre II de l'accusation de simonie et excommunie l'antipape Honorius II. À la mort de Mathilde, survenue le 25 juillet 1115, la ville, formellement fief impérial, peut devenir une Commune Libre à la suite des concessions de l'empereur qui renonce à la nomination d'un nouveau comte. Une plus grande autonomie est assurée à Mantoue comme aux autres communes de la Ligue lombarde à partir principalement de la Paix de Constance de 1183.
La ville est divisée en quatre, avec la constitution des quartiers de Santo Stefano , puis de San Pietro, San Leonardo , San Giacomo  et San Martino . Chacun d'eux est divisé en cinq districts.

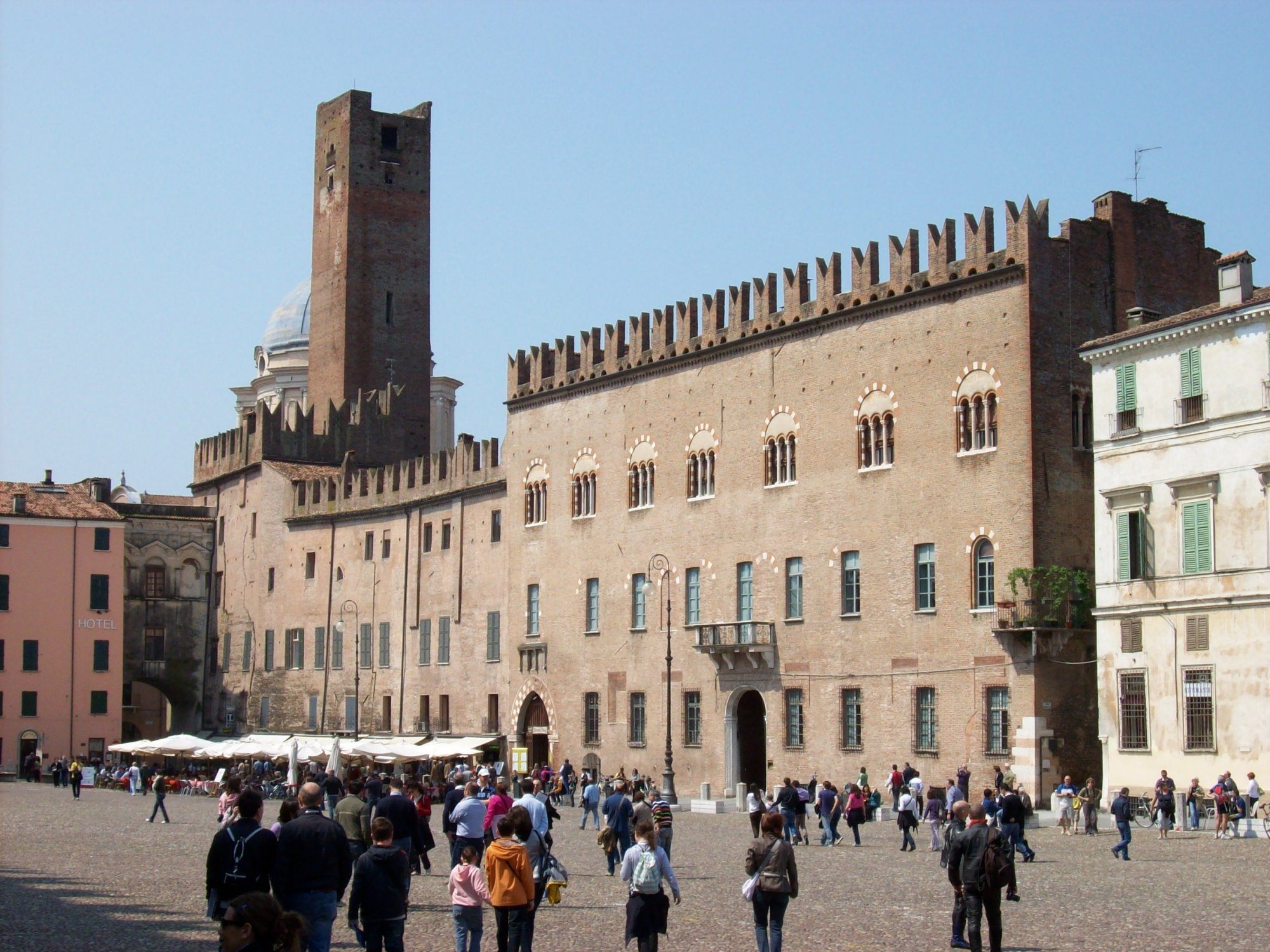
Palais Bonacolsi.

À la tête de la hiérarchie de la ville se trouve l'évêque qui ne perd la potestas qu'en 1186 au profit du premier podestat étranger, le milanais Attone di Pagano. À partir de 1257, la municipalité est dirigée par un Capitaine du peuple. Les familles Bonacolsi, Arlotti et Casaoldi s'installent dans la ville. Des conflits éclatent entre elles ; les Gibelins Bonacolsi triomphent, et en 1273, avec Pinamonte Bonacossi, débute la période où Mantoue est sous la direction d'une seigneurie. Les Bonacolsi sont soutenus par l'autorité impériale pour leur politique gibeline et sont perçus favorablement par les citoyens, comme les défenseurs de la population de Mantoue contre l'oppression du clergé et la menace de l'Inquisition. La citoyenneté de Mantoue avait déjà manifesté, en 1235, une certaine intolérance envers les tentatives de l'Église d'intervenir dans l'administration civile et pénale de la ville, lorsque l'évêque Guidotto da Correggio fut lynché par acclamation populaire pour avoir prétendu limiter les libertés civiles accordées par le podestat. Après le mécontentement général provoqué par la mise au bûcher de l'hérétique Martino di Campitello en 1265, les Bonacolsi mettent en œuvre une politique résolument soucieuse de limiter les excès du pouvoir religieux. En 1293, à la suite de l'indignation provoquée par le comportement peu édifiant des moines dominicains envers certaines femmes, une importante délégation Mantouans entre de force dans le couvent et soumet les moines à de dure insultes et de menaces, soulignant la réprimande par de vigoureux coups au coupable ou présumé coupable. Les dominicains se tournent vers la justice, obtenant du juge la condamnation des responsables avec réparation financière du préjudice subi. La sentence est cependant annulée par le capitaine du peuple Bardellone Bonacossi, en reconnaissance des bons motifs des condamnés.
Pendant le gouvernement de Guido Bonacossi, en 1303, les Statuti Bonacolsiani entrent en vigueur, sans aucune règle répressive contre les hérétiques, préalablement obtenue par l'évêque Martino da Parma en 1252. À partir de la deuxième décennie du XIVe siècle, les affrontements avec le clergé s'intensifient, jusqu'à l'ordre de Passerino Bonacossi, en 1316, qui interdit d'apporter des armes aux « assistants » du puissant inquisiteur Tomasino Tonsi de Modène. Le pape Jean XXII, en 1326, excommunie Passerino, créant les conditions d'une reprise des conflits de pouvoir entre les familles de Mantoue, qui aboutissent à la conquête de la ville par les Gonzague, en 1328, soutenus par les milices véronaises de Cangrande della Scala .

## Les Gonzague

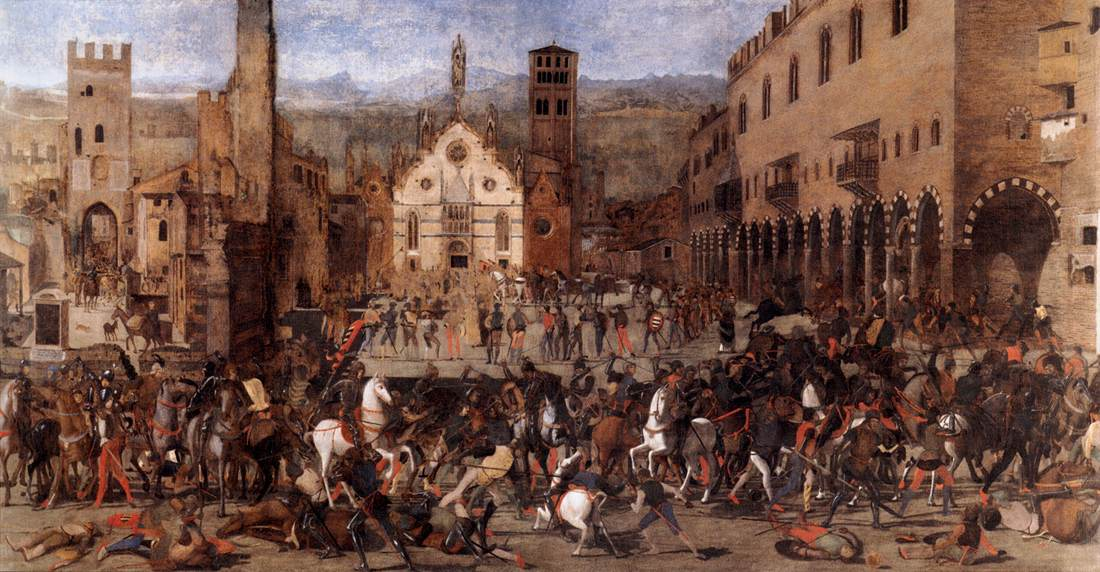
Domenico Morone, L'expulsion des Bonacolsi (Mantoue, Palazzo Ducale).

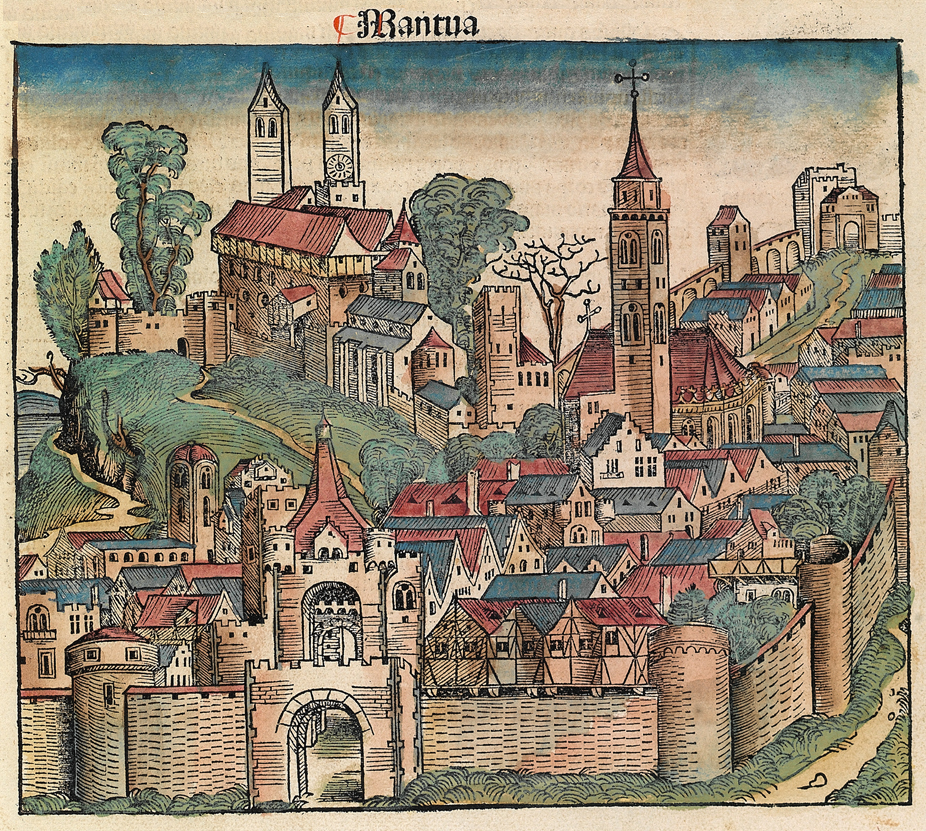
Mantoue en 1493.

Le 16 août 1328 Rainaldo, dit le Passerino, le dernier des Bonacolsi, est tué lors d'une révolte populaire soutenue militairement par Cangrande della Scala, seigneur de Vérone. Les Corradi-Gonzaga, nobles de la campagne qui habitaient la ville en 1186, conquièrent le pouvoir en le soustrayant aux ambitions des Della Scala.
Originaires de Gonzaga, ils sont bientôt identifiés au nom de leur seul toponyme d'origine, devenant l'une des familles les plus célèbres et les plus vivaces de la Renaissance italienne. Déjà en 1329 Louis IV (empereur du Saint-Empire) confère le titre de vicaire impérial de Mantoue à Louis Ier de Mantoue, le premier Gonzague capitaine du peuple.
Au-delà du pouvoir politique, les Gonzague continuent d'augmenter leurs propriétés immobilières et foncières au point d'inclure 25 000 biolcas mantouanes dans les alleux. La richesse de la seigneurie naissante provient de plusieurs sources : les revenus des propriétés foncières directes et des investitures féodales, les condottiere dans lesquelles excellent les commandants Gonzague, et les impôts qui augmentent à la suite du développement urbain et économique de Mantoue. Les relations avec Venise sont particulièrement intenses. La riche et fertile campagne de Mantoue fournit de la nourriture à la cité lagunaire et l'argent récolté est réinvesti par les Gonzague dans l'achat des titres de créance de la République de Venise, toujours à la recherche de capitaux pour financer ses expéditions économiques et militaires méditerranéennes. À la fin du XIVe siècle, les intérêts perçus sur les investissements à Venise représentent une part très importante des revenus des finances de l'État.
Les richesses accumulées permettent le paiement d'un tribut de 12 000 florins d'or par Jean-François de Mantoue en 1433, lors d'une cérémonie publique sur place Saint-Pierre, qui se voit décerner le titre de marquis par l'empereur Sigismond de Luxembourg qui lors du même événement, annonce la mariage de sa nièce Barbara de Brandebourg-Culmbach avec le fils aîné du nouveau marquis, Louis III de Mantoue.
L'intérêt déjà manifesté pour l'art et les bonnes études, entre autres dans ces années où officie l'illustre éducateur Victorin de Feltre à Mantoue, s'accroit encore avec le gouvernement de Louis III, commencé en 1444. En 1459, le pape Pie II (le siennois Enea Silvio Piccolomini) convoque à Mantoue un concile au cours duquel, le 14 janvier 1460, il proclame une croisade contre les Turcs, acte purement symbolique vu l'indifférence des États italiens et du roi de France. Le séjour du pape à Mantoue, où il est accueilli le 27 mai 1459 par le marquis Louis, dure 7 mois et 23 jours.
La politique des Gonzague constitue la défense tenace d'un équilibre continu entre les puissances voisines : la République de Venise, Milan, Ferrare et les possessions papales. Pendant encore plusieurs décennies, des revenus considérables sont collectés grâce aux condottiere, le produit provenant de la capitainerie des armées des États alliés. Le marquis François II de Mantoue est l'un des plus célèbres condottiere, qui épouse Isabelle d'Este, âgée de seize ans, en 1490, l'une des femmes les plus représentatives de la Renaissance italienne. L'apogée du prestige des Gonzague est atteinte avec Frédéric II de Mantoue, fils d'Isabelle d'Este, qui à partir de 1530 devient duc de Mantoue, titre accordé par l'empereur Charles Quint après avoir reçu une grosse somme. En 1536, à la suite du mariage entre Frédéric II et Marguerite de Montferrat, a lieu l'annexion du lointain Marquisat du Montferrat (qui deviendra plus tard duché).

Armoiries des Gonzague après 1530.

La même année, le 8 avril, avec la bulle Ad Dominici gregis curam, le pape Paul III convoque à Mantoue, le 23 mai 1537, un concile œcuménique qui ne peut être organisé en raison des conditions posées par le duc Frédéric II, peu enclin à engager des dépenses importantes et à céder, même temporairement, une partie de sa souveraineté sur le Duché. Le Concile est annulé et convoqué à nouveau. Il s'ouvre à Trente en 1545 sous la présidence du cardinal Hercule Gonzague, autre fils de François et d'Isabelle, qui n'a pas été élu pape au conclave de 1559 par seulement cinq voix. Les Gonzague poursuivent une politique de tolérance religieuse qui permet la formation d'une importante communauté juive. Ce n'est qu'en 1612, qu'à la suite des sollicitations de la Curie romaine, François, fils du duc Vincent, ordonne la création des portes qui enferment la communauté juive à l'intérieur du « ghetto », portes démolies le 21 janvier 1798 à l'époque napoléonienne. Le patronage d'Isabelle se poursuit avec ses descendants. Sous le règne de Vincent Ier de Mantoue, le 24 février 1607 est joué le premier opéra de l'histoire de la musique, L'Orfeo de Claudio Monteverdi sur un livret d'Alessandro Striggio. Le mélodrame est né à la cour des Gonzague, l'un des événements les plus sensationnels du théâtre et de la comédie tardive de la Renaissance italienne, mais l'âge d'or de la Renaissance mantouane et du maniérisme ultérieur touche à sa fin, suivant les destinées de la famille souveraine de la ville.
En 1627, la lignée aînée s'étant éteinte, le duché passe à une branche cadette de la famille, les Gonzague-Nevers, française. La succession d'un « Français », Charles Ier de Mantoue, duc de Nevers et de Rethel, dans un fief impérial, entre autres d'une importance stratégique énorme, ne peut que susciter une vive réaction de la part de l'empereur germanique. Entre-temps le nouveau duc Charles Ier, se trouvant en difficulté économique, vend au roi d'Angleterre, Charles Ier, environ 90 tableaux, objets précieux et statues antiques : c'est le début de la dispersion de la collection, constituée d'objets d'arts extraordinaires accumulés par des générations de Gonzague. En 1630, l'empereur du Saint-Empire romain germanique, lors de la guerre de Succession de Mantoue (1627-1631), conflit s'inscrivant dans le cadre général de la guerre de Trente Ans, envoie une armée de 36 000 lansquenets, qui prend d'assaut la ville, la dévastant et répandre la peste. Les habitants sont réduits à seulement 6 000 et Mantoue est profondément transformée : les gloires du passé et le prestige ne restent qu'un vague souvenir. Le traité de Ratisbonne du 13 octobre 1630 et le traité de Cherasco du 6 avril 1631 consacrent la légitimité de la succession des Gonzague Nevers qui est officiellement reconnue par Ferdinand II (empereur du Saint-Empire).
Le dernier des Gonzague-Nevers, Charles III Ferdinand de Mantoue, s'avère politiquement incompétent et inadéquat dans la fonction. Après avoir participé à la guerre contre les Turcs à Budapest (1688) et à Belgrade (1689), il s'allie aux Français lors de la guerre de Succession d'Espagne, permettant l'entrée de troupes à Mantoue. Par crainte des conséquences du procès intenté en 1701 par l'autorité impériale, il se réfugie à Venise, emportant avec lui tableaux, bijoux, bijoux et argent. Le 3 juin 1708, la diète de Ratisbonne prononce une condamnation contre le duc Charles Ferdinand de Gonzague-Nevers qui décède peu après à Padoue, le 5 juillet, le déclarant traître à l'empire et forfait pour crime. Les biens du duc sont confisqués, les investitures impériales ne sont pas renouvelées et les sujets de Mantoue sont libérés du serment de fidélité au dernier duc de la famille Gonzague.

## Période autrichienne
La domination autrichienne débute le 2 avril 1707 même si juridiquement le duché de Mantoue est l'apanage de la maison d'Autriche à partir de l'année suivante, 1708 . Le comte Giovan Battista Castelbarco est nommé gouverneur de l'État de Mantoue. Ce dernier est remplacé par le landgrave Philippe de Hesse-Darmstadt, qui reste en fonction de 1714 à 1735, et le comte Carlo Stampa. À partir de 1737, un sous-gouverneur subordonné au gouverneur de la Lombardie autrichienne est nommé et demeure jusqu'en 1745 lorsque le duché de Mantoue est uni à l'État de Milan, mettant ainsi fin à l'indépendance administrative séculaire du territoire mantouan.
La domination autrichienne se caractérise à partir de 1766 par la politique de suppression, initiée par Marie-Thérèse d'Autriche, poursuivie avec son fils Joseph II qui instaure l'annulation des immunités et privilèges ecclésiastiques et la suppression des ordres religieux qui s'étaient installés à Mantoue au cours des siècles précédents. Cette politique est à l'origine de la fermeture de nombreux monastères et couvents qui sont dévolus au domaine de l'État, transformés pour la plupart en casernes et autres structures logistiques servant la fonction militaire que Mantoue assume sous domination autrichienne. Dans le même temps, Marie-Thérèse d'Autriche donne une impulsion à l'enseignement public en créant l'école primaire obligatoire et en fondant l'Académie royale des sciences et des beaux-arts de Mantoue en 1768 qui changera son nom en Académie Virgilienne sous le gouvernement français.
Lorsque Joseph II procède à la réforme administrative des possessions autrichiennes, entrée en vigueur le 1er novembre 1786, Mantoue et son territoire forment l'une des huit provinces de la Lombardie autrichienne. Mais peu de temps après son successeur Léopold Il rétablit la subdivision administrative thérésienne assurant à Mantoue, à partir du 24 janvier 1791, l'ancienne autonomie. La première période de présence autrichienne à Mantoue se termine en 1797.

## Domination française

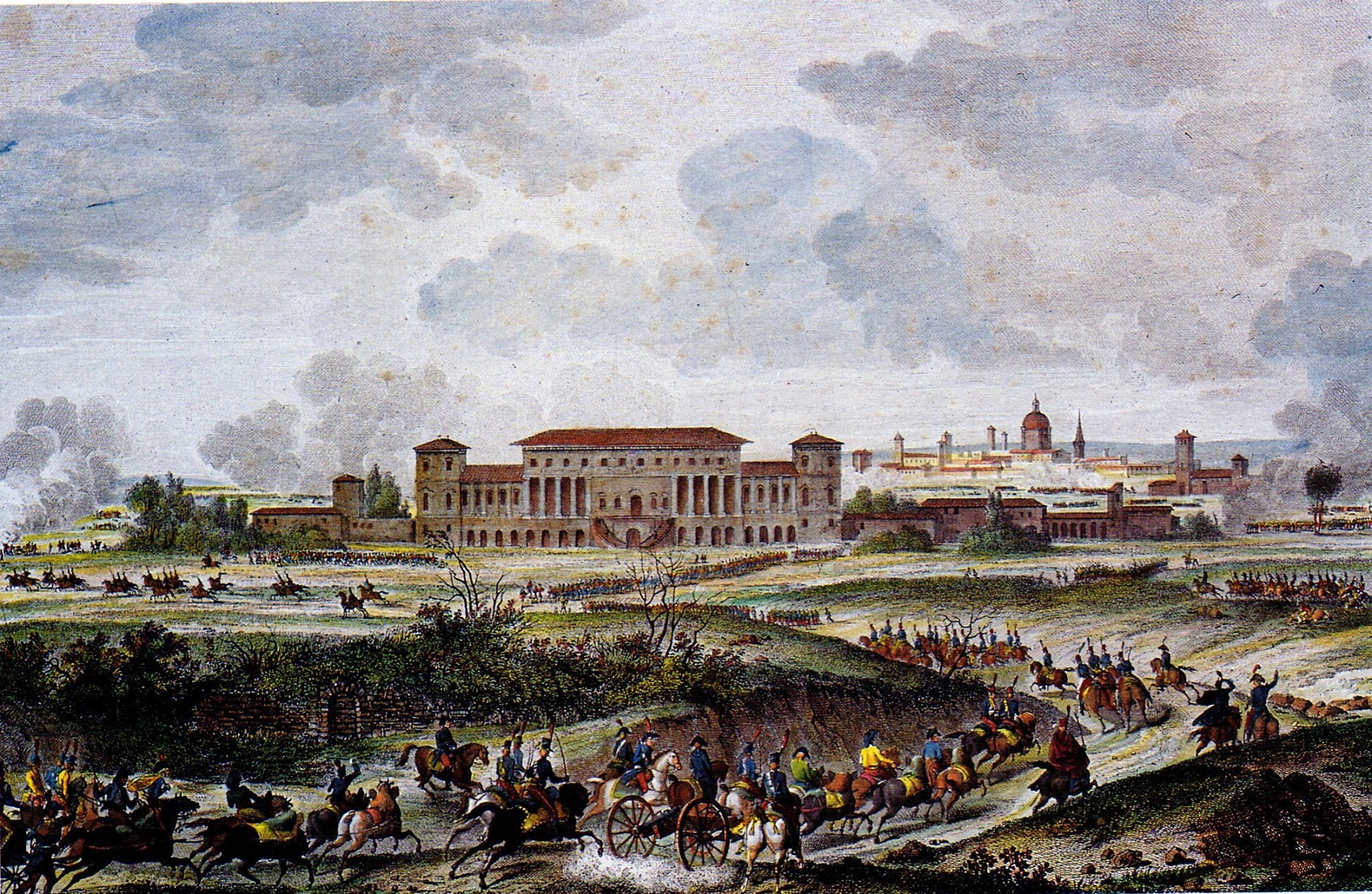
Bataille de lRivoli.

La première période de domination autrichienne se termine par l'occupation des troupes de Napoléon Bonaparte, à la suite d'un long siège, qui dure du 4 juin 1796 au 2 février 1797. La Bataille de Rivoli (1797) est décisive pour l'issue finale du siège. À cette époque s'achève les spoliations napoléoniennes à Mantoue .
Le traité de Campo-Formio décrète que Mantoue est annexée à la République cisalpine naissante, mais lorsque les hostilités reprennent, les Autrichiens reconquièrent la ville le 28 juillet 1799. Cependant, le conflit à l'échelle continentale entre la France et la deuxième coalition se termine par la victoire napoléonienne sanctionnée par le traité de Lunéville du 9 février 1801. Parmi les clauses stipulées figure la réintégration de Mantoue et de sa province dans la République cisalpine. Dans la ville, l'expulsion des troupes autrichiennes prend fin quelques jours plus tard, le 16 février 1801.
En novembre 1801, trois députés sont envoyés aux consulte de Lyon, assemblée qui statue sur la naissance de la première République italienne (1802-1805), représentant le département du Mincio, dont Mantoue est la capitale : l'avocat Leopoldo Camillo Volta, Giuseppe Lattanzi, secrétaire de l'Académie nationale Virgilienne et don Alberto Zecchi, vicaire de l'évêque. À partir du 26 janvier 1802, Mantoue fait partie de la République italienne.
Les bouleversements institutionnels ne sont pas encore terminés. Napoléon est couronné roi d'Italie le 26 mai 1805, mettant fin à la première République italienne. Le 28 août, Sextius Alexandre François de Miollis est à nouveau nommé gouverneur, après la première occupation française, à qui l'on doit la décision de nommer Virgiliana, l'Académie fondée par Marie-Thérèse d'Autriche. Avec le royaume d'Italie (1805-1814), l'importance stratégique de la place forte de Mantoue se renforce. À partir de 1808, pour protéger la ville, le général napoléonien François de Chasseloup-Laubat fait édifier les forts de Pietole, Belfiore et San Giorgio. Ce n'est pas un hasard si le héros de la lutte armée tyrolienne Andreas Hofer, après sa capture, est transféré à Mantoue où il est jugé puis fusillé le 20 février 1810.
En 1814, la ville est touchée par la guerre qui éclate entre les troupes autrichiennes et les troupes napoléoniennes du royaume d'Italie. Après la convention de Schiarino-Rizzino du 16 avril 1814, qui arrête les hostilités, et la convention de Mantoue du 23 avril 1814, le vice-roi Eugène de Beauharnais renonce à toute prétention sur le royaume d'Italie, décrétant sa dissolution.

## Il Risorgimento

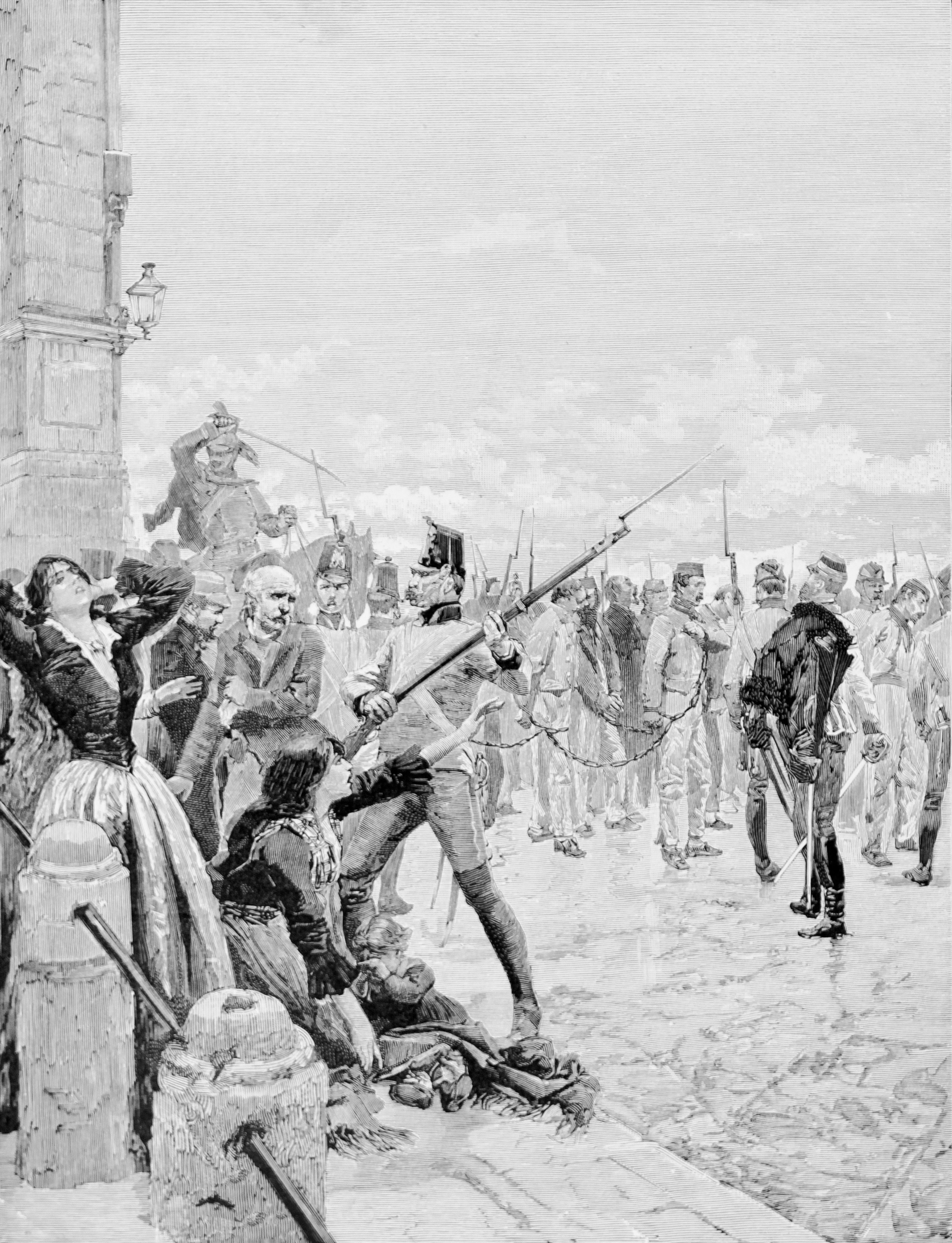
Les martyrs de Belfiore conduits à l'exécution.

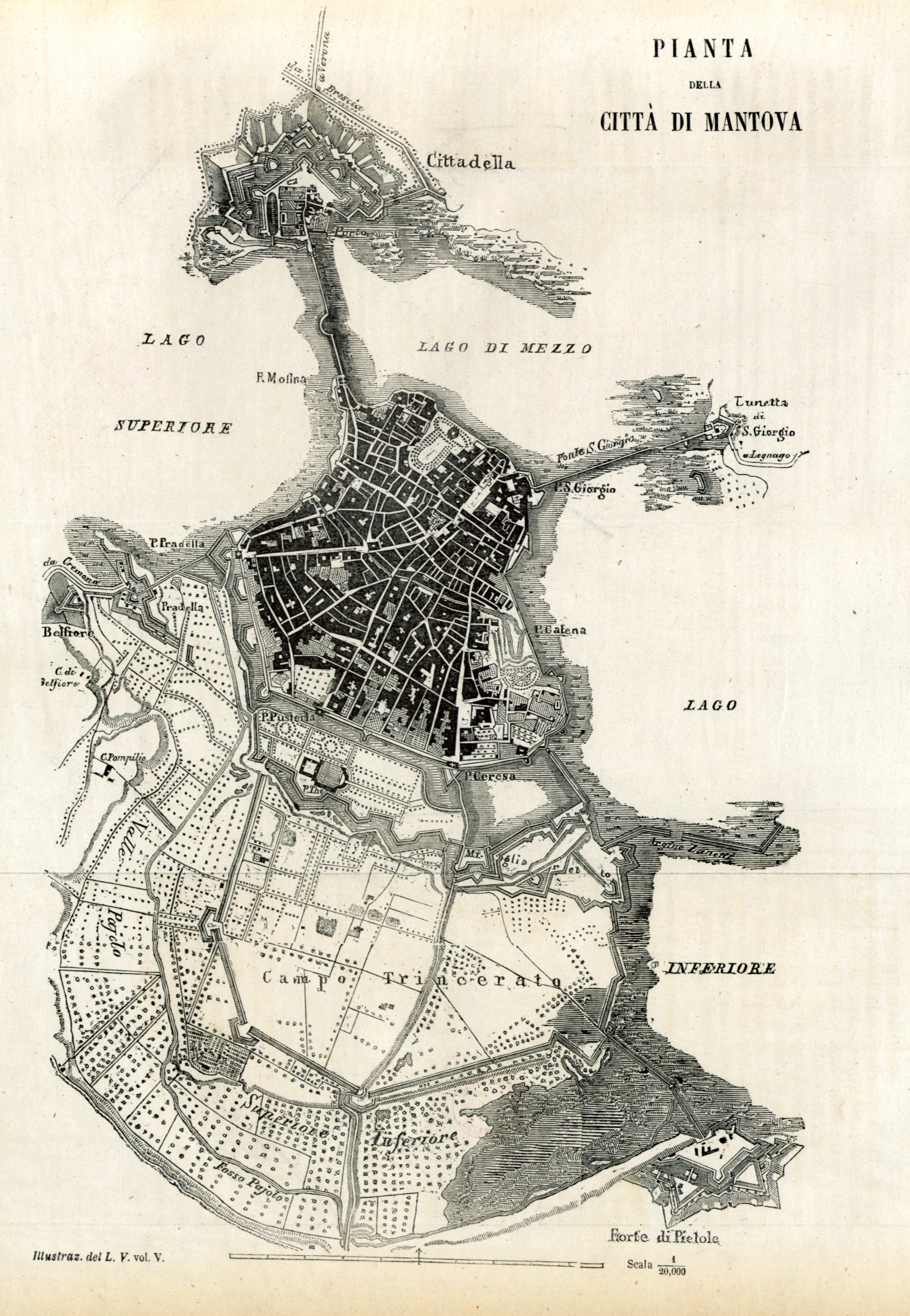
Carte de Mantoue de 1858.

Avec le Congrès de Vienne de 1815, les Autrichiens prennent possession de Mantoue et en font l'un des bastions des forteresses du Quadrilatère avec les trois autres forteresses de Peschiera del Garda, Vérone et Legnago. Grâce à sa position stratégique, Mantoue est protagoniste du Risorgimento : la ville devient une immense caserne où sont cantonnés 10 000 soldats de différentes nations incorporées à l'empire autrichien.
L'oppression des dirigeants génère des soulèvements libéraux et les idées d'indépendance et d'unité de l'Italie commencent à se répandre. Giovanni Arrivabene est une figure importante parmi les patriotes de Mantoue qui, arrêté en 1821 pour complot, est contraint à l'exil. Son frère Giuseppe est également jugé en 1834-35 à la suite de la tentative des libéraux de Mantoue de faire évader Ciro Menotti, emprisonné dans la ville à la suite du fugitif duc François IV de Modène. Après les émeutes qui commencent le jour du saint patron Sant'Anselmo (18 mars 1848), la société de Mantoue se militarise ; les Autrichiens imposent un état de siège du 2 avril 1848 au 30 avril 1854. Dans cette atmosphère, dans les années qui suivirent la défaite de la première guerre d'indépendance italienne, entre 1851 et 1853, ont lieu les exécutions des martyrs de Belfiore, patriotes appartenant au comité révolutionnaire de Mazzini, constitué lors de leur première réunion le 2 novembre 1850, sous la direction d' Enrico Tazzoli, Attilio Mori et Giovanni Acerbi. Dans le château Saint-Georges, qui est devenu, avec la dure prison de Mainolda, une prison pour des dizaines de patriotes, Felice Orsini est emprisonné, qui échappe à une probable pendaison dans la nuit du 29 au 30 mars 1856 grâce à une évasion audacieuse qui a une résonance dans la presse de toute l'Europe.
Le territoire de la province de Mantoue est touché par le conflit entre les Franco-Piémontais et les Autrichiens pendant la campagne d'Italie (1859). En 1866, à la fin de la troisième guerre d'indépendance italienne, et grâce au plébiscite des 21 et 22 octobre, Mantoue, avec la Vénétie et le Frioul, fait partie du royaume d'Italie (1861-1946). Lors du plébiscite, sur une population de 29 000 habitants, 6 088 citoyens votent, sans aucun vote contre et avec 11 votes nuls. Bien que les femmes soient exclues de la vie politique et du suffrage, 2 000 d'entre elles voulaient voter dans un lieu spécifique installé à la mairie. Le 25 novembre, se tient l'élection partielle de la Chambre des députés du royaume d'Italie qui, après un scrutin ultérieur, décrète l'ingénieur Antonio Arrivabene premier député de Mantoue. Aux premières élections générales tenues dans la cité virgilienne le 10 mars 1867, au scrutin du 17 mars, Giuseppe Garibaldi remporte le collège de Mantoue.

## Royaume d'Italie

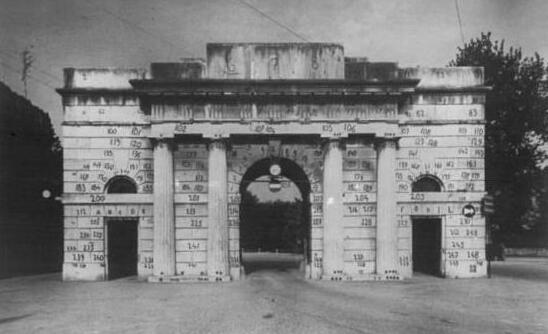
Porta Pradella avant sa démolition.

Mantoue, qui n'a plus d'importance d'un point de vue stratégique et militaire, subit de nombreuses démolitions. Pendant les années de la monarchie et du fascisme, la Porta Cerese, la Porta Pusterla, la Porta Mulina, la Porta Pradella (en 1940) et les murs le long de l'actuelle viale Risorgimento sont démolis et le fossé Magistrale parallèle est enterré, permettant l'expansion vers le sud. Le centre historique est également touché par d'importantes transformations urbaines. La Palazzina della Paleologa qui se trouvait devant le château Saint-Georges et le passage surélevé qui reliait le palais ducal de Mantoue à la cathédrale San Pietro de Mantoue sont démolis. Les démolitions dans le ghetto juif sont suivies de la construction des bâtiments de la Chambre de commerce, de la Banque d'Italie et du Palazzo Gallico ; la rotonde San Lorenzo est retrouvée et restaurée. L'expansion urbaine s'accompagne à partir de 1901 de l'agrégation de portions du territoire des communes voisines, en commençant avec le hameau de Te, propriété de la commune de Virgilio. En 1906, une partie du territoire de la commune de Curtatone est détachée. En même temps, dans les premières décennies du XXe siècle, le terrain domanial où se trouvait la lunetta di Pompilio, est cédé à l'administration municipale qui, après avoir démoli le bâtiment militaire, commence en 1912, les travaux de construction de l'hôpital qui est nommé d'après Carlo Poma, le docteur martyr de Belfiore. La création d'une première ligne de tramway de la gare à Porta Mulina en passant par le centre-ville, est signe de progrès. En septembre 1914, deux nouvelles lignes sont inaugurées, toutes deux commençant Piazza Purgo (aujourd'hui Marconi) et se terminant aux historiques Porta Pusterla et Porta Cerese. Le service de tramway urbain est interrompu dès 1932. Mantoue, malgré l'expansion territoriale, avec ses 29 142 habitants, n'est guère plus qu'une ville qui, ayant peu d'activités industrielles, vit de la richesse produite à la campagne où l'agriculture est déjà au premier plan.
Pendant la Première Guerre mondiale, la VII Brigade s'installe à Mantoue le 18 novembre 1917, pour coordonner l'activité des départements aériens du Royal Flying Corps (RFC), sous le commandement du général de brigade Tom Webb-Bowen. En 1919, Mantoue, comme beaucoup d'autres villes italiennes, connait ses Giornate Rosse, les Journées rouges, qui y sont particulièrement sanglantes. Les 3 et 4 décembre, des manifestations populaires éclatent dans les rues et les places de la ville. La veille, la Confédération générale du travail et le Parti socialiste italien ont appelé à une grève générale nationale. La ville est traversée par des marches de protestation encadrées par d'importantes forces de police, subissant des saccages tels que l'assaut et le pillage des armureries, et des échanges de coups de feu. Le bilan final est de 7 morts et une quinzaine de blessés, dont le syndicaliste Giuseppe Bertani. Des rafles et arrestations s'ensuivent : 177 à Mantoue, 153 en province. 296 se transforment en actes d'accusation. L'année suivante, les procès ont eu lieu, qui, bien qu'avec des peines très réduites, conduisent à 173 condamnations.
Après l'inauguration le 1er juin 1919 du « Sanatorio Belfiore », dans la localité de Pompilio, dans les années 1920, le nouvel Hôpital Civique de Mantoue est construit et inauguré le 28 octobre 1928, qui prend en 1938 le nom d'« Istituti Ospedalieri di Mantova » («Instituts hospitaliers de Mantoue»), à la suite de la fusion de l'hôpital civil préexistant, de l'hôpital pour enfants Bulgarini et du Pio Istituto Rachitici ed Ortopedico. La démolition des vieux bâtiments continue à l'époque fasciste. La caserne Landucci, qui occupait les bâtiments de l'église S. Domenico et le couvent dominicain attenant, est démolie pour faire place au Palazzo dei Sindacati construit en 1926-27. Une nouvelle expansion territoriale de la municipalité de Mantoue voit le jour avec l'agrégation d'autres parties du territoire détachées des municipalités de Curtatone, Porto Mantovano, San Giorgio di Mantova et Virgilio. Enfin, en 1942, des zones de territoire sont agrégées, détachées des communes de Curtatone, Porto Mantovano, Roncoferraro et San Giorgio di Mantova, de sorte que la commune de Mantoue atteint sa superficie actuelle de 6 397 hectares. Parallèlement à l'expansion territoriale, est mise en œuvre la bonification des terres de valletta Paiolo, où s'étendait le lac du même nom dont le drainage a commencé vers 1780, dont l'urbanisation se termine dans les années 1960/70, ainsi que celles de Due Pini et de La Valette Valsecchi.

## Deuxième Guerre mondiale
Les jours qui suivent l'armistice de Cassibile, le 8 septembre 1943, sont particulièrement sanglants. Le matin du 9 septembre, Mantoue est occupée par les troupes allemandes. Il y a des affrontements armés avec les troupes italiennes, principalement à la gare occupée par la 4e Contraerei. Les victimes, d'après le registre de l'hôpital, sont nombreuses : il y aurait jusqu'à 24 soldats italiens transportés morts, dont le bolonais, capitaine de complément, Renato Marabini. Le matin du 11 septembre, Giuseppina Rippa est tuée en offrant du pain aux prisonniers militaires italiens, et le 12 septembre, Don Eugenio Leoni est retrouvé tué par balle à Belfiore, capturé le veille par une patrouille allemande dans l'église San Simone. La stratégie terroriste préventive des Allemands se poursuit avec le Massacre dell'Aldriga, qui tire son nom d'un endroit juste au-delà de la frontière municipale de Mantoue, sur le territoire de Curtatone, où le 19 septembre, dix soldats italiens sont abattus, soustraits du camp de concentration de Gradaro (Kriegsgefangenenlager, puis Stalag 337, enfin Dulag 339) situé à la périphérie sud de la ville, où ont été transporté au moins 250 000 soldats italiens et étrangers.
Le 7 juillet 1944, à l'initiative de Don Costate Berselli, le CLN (Comité National de Libération) de Mantoue est créé dans les locaux de la Curie Episcopale de la Via Corte, aujourd'hui Via Rubens. Berselli est capturé et déporté au camp de concentration de Dachau après avoir été découvert en utilisant une radio clandestine dans l'église San Gervasio e Protasio.
Mantoue est la première ville sur la rive gauche du Pô à être libérée. Après la fuite des fascistes et des troupes allemandes le 23 avril 1945, le lendemain 24 avril, les brigades Matteotti, Bonomi et Garibaldi occupent les principaux bâtiments publics afin de réorganiser la vie administrative.

## République italienne
Le 4 mai 1945, le conseil municipal provisoire est institué, nommé par le Comité de libération nationale, avec comme maire le socialiste Carlo Camerlenghi. L'époque commencée en 1927, des podestats nommés par arrêté royal plutôt que par une assemblée élue par les citoyens, s'achève. Les premières élections administratives ont eu lieu le 24 novembre 1946, assurant au parti socialiste italien et au parti communiste italien une majorité, proposant une hégémonie de la gauche qui n'avait échoué qu'avec l'avènement du fascisme.
Le premier maire d'après-guerre librement élu est le communiste Giuseppe Rea. D'autres municipalités de gauche suivent, avec les maires Pietro Denicolai, Eugenio Dugoni et Luigi Grigato. Au cours du mandat administratif 1960/64, un changement de majorité conduit le 6 août 1962, à la naissance d'une municipalité de centre-gauche toujours présidée par le socialiste Grigato. Avec un autre socialiste, Gianni Usvardi, à partir du 20 décembre 1974, commence une nouvelle période, qui dure 16 ans, de gouvernance de gauche. Pour interrompre l'alliance entre les partis de gauche, un maire socialiste, Sergio Genovesi, à partir du 6 août 1990, préside une gouvernance à cinq, calquée sur l'alliance exprimée par les gouvernements nationaux.
En mai 1995, la nouvelle législation est appliquée pour la première fois, conduisant à l'élection directe du maire, Chiara Pinfari du Parti populaire italien (1994-2002). Le règlement du conseil municipal et le conseil municipal ayant déjà eu lieu, il est constaté l'inéligibilité du nouveau maire car elle était restée jusqu'à deux jours avant de remporter le scrutin électoral en tant que présidente de la Maison du Soleil, un établissement privé conventionné par l'Autorité de santé. Après une courte saison comme commissaire, en 1996, Gianfranco Burchiellaro est élu maire, reconfirmé en 2000. La séquence des majorités de centre gauche qui a commencé avec l'élection directe du maire, se poursuit avec l'élection de Fiorenza Brioni en 2005, s'interrompt en 2010 avec la victoire du centre droit qui conduit à la mise en place de Nicola Sodano. Aux élections de juin 2015, Mantoue a à nouveau une majorité dans la continuité de son histoire administrative dans l'Italie républicaine : Mattia Palazzi, représentant du parti démocrate, est l'actuel maire de la ville virgilienne.

## Chronologie
|  | Chronologie antique et médiévale - XXIe siècle av. J.-C. - Premier village, zone habitée par le peuple ombrien. - VIe siècle av. J.-C. - La cité étrusque se développe. - 214 av. J.-C. - La ville est conquise par les Romains. - 70 av. J.-C. , 15 octobre - Virgile nait à Andes. - 40 av. J.-C. environ - Le territoire dépendant de Mantoue est mesuré, réparti et attribué aux nouveaux colons, les vétérans de l'armée d'Auguste (centuriation de Mantoue). - 37 - Longin est martyrisé près de la ville. - 804 - Dans la localité de Gradaro, se trouve le Précieux Sang du Christ, transporté à Mantoue par Longin. - 827 - L'évêque Laiulfo convoque le concile de Mantoue, présidé par le pape Eugène II. - 1046 - Mathilde de Toscane nait à Mantoue. - 1064 - Un concile régnant du pape Alexandre II est convoqué et se tient à Mantoue. - 1115, 25 juillet - Mathilde meurt et la ville devient une commune libre. - 1274 - Pinamonte Bonacolsi arrive au pouvoir. - 1303-1313 - Les Statuts Bonacolsiens sont promulgués. Chronologie de l'ère Gonzague - 1328, 16 août - Passerino Bonacossi, dernier des Bonacolsi, est tué lors d'une révolte menée par les Gonzague qui conquièrent le pouvoir. - 1433 - Jean-François Gonzague obtient le titre de marquis de l'empereur Sigismond. - 1459-1460 - Convoqué par le pape Pie II, se tient le concile de Mantoue. - 1530 - Frédéric II Gonzague, nommé par l'empereur Charles Quint, devient duc de Mantoue. - 1607, 24 février - A l'Accademia degli Invaghiti, l'opéra considéré comme l'ancêtre du mélodrame, L'Orfeo de Claudio Monteverdi, est représenté pour la première fois. - 1612 - François IV Gonzague, rend opérationnel le « Ghetto di Mantova » établi deux ans plus tôt par Vincent Ier. - 1627 - Avec Vincent II la lignée originelle des Gonzague s'éteint et est remplacée par la branche cadette d'origine française des Gonzague-Nevers. - 1630, 19 juillet - Après dix mois de siège, la ville capitule et le « Sac » des Lansquenets commence. - 1708 - Le duc Charles III Ferdinand de Mantoue est déclaré traitre à l'Empire et le duché de Mantoue passe sous la dépendance directe des Habsbourg. Chronologie du XVIIIe siècle à nos jours - 1768 - Marie-Thérèse d'Autriche fonde l'« Académie royale des sciences et des beaux-arts » qui acquiert par la suite l'actuel attribut de « Virgiliana » par testament de Napoléon Bonaparte. - 1797, 2 février - Les Autrichiens sous le commandement du comte Würmser se rendent, le siège de Mantoue se termine et la domination française commence. - 1798, 21 janvier - Pendant l'occupation napoléonienne, les portes du « Ghetto » qui ségréguait la communauté juive de Mantoue sont démolies. - 1810, 20 février - Andreas Hofer, un patriote tyrolien, est fusillé par les Français à Cittadella. - 1851-1855 - Exécution de onze patriotes italiens, les Martyrs de Belfiore. - 1866 - La ville de Mantoue est annexée au royaume d'Italie. - 1919, 3 et 4 décembre - Lors des événements de Mantoue, des affrontements de rue éclatent entre manifestants et forces de l'ordre qui font sept victimes. - 1946, 24 novembre - Les premières élections administratives démocratiques ont lieu après la fin du régime fasciste avec la victoire électorale des partis de gauche. |